# Poslední křeč
Poslední křeč (češko dobesedno Zadnji krč) je štirinajsti in zadnji album češke skupine Banjo Band, ki je izšel leta 2023.
Gre za kompilacijo novo posnetih starih pesmi, ki je izšla ob osemdesetletnici ustanovitelja skupine Ivana Mládka, hkrati pa je album prva plošča skupine po letu 1991. Posnet je bil leta 2022 med turnejskimi protipandemičnimi premori, izšel pa je kot prvi album novoustanovljene založbe Eurokonzert.

## Seznam skladb
| Stran 1 | Stran 1               | Stran 1 |
| Št.     | Naslov                | Dolžina |
| ------- | --------------------- | ------- |
| 1.      | „Jožin z bažin‟       | 2:33    |
| 2.      | „Linda‟               | 2:10    |
| 3.      | „Medvědi nevědí‟      | 2:13    |
| 4.      | „Praha-Prčice‟        | 2:16    |
| 5.      | „Když je v Praze hic‟ | 2:16    |
| 6.      | „Zmalovaná‟           | 3:18    |
| 7.      | „Neopatrný křeček‟    | 1:39    |
| 8.      | „Prachovské skály‟    | 2:36    |

| Stran 2 | Stran 2                 | Stran 2 |
| Št.     | Naslov                  | Dolžina |
| ------- | ----------------------- | ------- |
| 1.      | „Rychlík jede do Prahy‟ | 2:04    |
| 2.      | „Ve Špindlerově Mlýně‟  | 2:26    |
| 3.      | „Zkratky‟               | 1:58    |
| 4.      | „Brno je zlatá loď‟     | 2:19    |
| 5.      | „U sila‟                | 1:48    |
| 6.      | „Vánoce v Ďáblicích‟    | 3:57    |
| 7.      | „Jez‟                   | 2:17    |

## Zasedba
- Ivan Mládek – banjo, ukulele, kazoo, vokal
- Jan Mrázek – perilnik, vokal
- Zdeněk Kalhous – klavir
- Vítězslav Marek – solo kitara
- Václav Dědina – tuba
- Libuše Roubychová – bas kitara, vokal
- Jindřich Hašek – kitara
- Lenka Šindelářová – vokal
- Lenka Plačková – vokal
- Michal Šindelář – kitara, bobni